# Muñoz (Familienname)
Muñoz ist ein spanischer Familienname.

## Namensträger

### A
- Adolfo Muñoz (* 1997), ecuadorianischer Fußballspieler
- Adriana Muñoz (* 1982), kubanische Mittelstreckenläuferin
- Adriano Munoz (* 1978), brasilianischer Fußballspieler
- Agustín Muñoz Grandes (1896–1970), spanischer General
- Agustín Domínguez Muñoz (1932–2010), spanischer Fußballfunktionär
- Agustín Fernando Muñoz y Sánchez (1808–1873), morganatischer Ehemann der spanischen Königin Maria Christina
- Agustina Muñoz (* 1985), argentinische Schauspielerin, Regisseurin, Dramaturgin und Schriftstellerin
- Alexander Muñoz (* 1979), venezolanischer Boxer
- Alfonso Pérez Muñoz (* 1972), spanischer Fußballspieler
- Almudena Muñoz (* 1968), spanische Judoka
- Álvaro Muñoz (* 1990), deutsch-spanischer Fußballspieler
- Amparo Muñoz (1954–2011), spanische Schauspielerin
- Ana Munoz-Perez (* 1966), spanische Fußballspielerin
- Andrea Carolina Muñoz Saltos (* 1990), ecuadorianische Basketballspielerin
- Ángel Muñoz, eigentlicher Name von Jordi El Niño Polla (* 1994), spanischer Pornodarsteller
- Aníbal Muñoz Duque (1908–1987), kolumbianischer Geistlicher, Erzbischof von Bogotá
- Anthony Muñoz (* 1958), US-amerikanischer American-Football-Spieler
- Antonio Muñoz (Kunsthistoriker) (1884–1960), italienischer Kunsthistoriker, Denkmalpfleger und Architekt
- Antonio Muñoz (Tennisspieler) (* 1951), spanischer Tennisspieler
- Antonio Muñoz Molina (* 1956), spanischer Schriftsteller
- Antonio Jesús Vázquez Muñoz (Jesús Vázquez; * 1980), spanischer Fußballspieler
- Antonio Marín Muñoz (* 1970), spanischer Schriftsteller
- Arturo García Muñoz (Arzu; * 1981), spanischer Fußballspieler
- Avelino Muñoz (1912–1962), panamaischer Musiker, Dirigent und Komponist

### B
- Bartolo Muñoz (1892–unbekannt), chilenischer Fußballspieler
- Blanca Muñoz (* 1963), spanische Grafikerin und Bildhauerin

### C
- Carlos Muñoz (Schauspieler) (Carlos Muñoz Arosa; 1919–2005), spanischer Schauspieler
- Carlos Muñoz (Fußballspieler, 1967) (1967–1993), ecuadorianischer Fußballspieler
- Carlos Muñoz (Tennisspieler) (* 1970), costa-ricanischer Tennisspieler
- Carlos Muñoz (Fußballspieler, 1989) (* 1989), chilenischer Fußballspieler
- Carlos Muñoz (Rennfahrer) (* 1992), kolumbianischer Rennfahrer
- Carlos Muñoz (Ringer) (* 1992), kolumbianischer Ringer
- Carlos Muñoz (Surfer) (* 1993), costa-ricanischer Surfer
- Carlos Muñoz Cobo (Carlos; * 1961), spanischer Fußballspieler
- Carlos Muñoz Pizarro (1913–1976), chilenischer Botaniker
- Carlos Muñoz Remolina (* 1959), mexikanischer Fußballspieler
- Carlos Orlando Cuellar Muñoz (um 1975–2010), kolumbianischer Politiker
- Carmen Muñoz, costa-ricanische Politikerin
- Cuauthémoc Muñoz (* 1961), mexikanischer Radrennfahrer
- Cecilia Muñoz-Palma (1913–2006), philippinische Richterin
- Cesar Muñoz-Fontela, spanischer Mikrobiologe und Virologe
- Claudio Muñoz (Leichtathlet), chilenischer Leichtathlet
- Claudio Muñoz (Fußballspieler, 1981) (* 1981), chilenischer Fußballspieler
- Claudio Muñoz (Fußballspieler, 1984) (* 1984), chilenischer Fußballspieler
- Cristián Muñoz (Fußballspieler, 1977) (* 1977), argentinisch-chilenischer Fußballspieler
- Cristián Muñoz (Leichtathlet) (* 1981), chilenischer Geher
- Cristián Muñoz (Fußballspieler, 1983) (* 1983), chilenischer Fußballspieler
- Cristian Muñoz (Radsportler) (* 1996), kolumbianischer Radrennfahrer
- Cristóbal Muñoz (Leichtathlet) (* 1999), chilenischer Sprinter und Hürdenläufer
- Cristóbal Muñoz (Fußballspieler, 1999) (* 1999), chilenischer Fußballspieler
- Cristóbal Muñoz (Fußballspieler, 2002) (* 2002), chilenischer Fußballspieler

### D
- Dandeny Muñoz Mosquera (* 1965), kolumbianischer Mörder
- Dani Muñoz (Daniel Muñoz; * 2006), spanischer Motorradrennfahrer
- Daniel Muñoz (Politiker) (1849–1930), uruguayischer Schriftsteller, Politiker und Diplomat
- Daniel Muñoz (Bogenschütze) (* 1989), kolumbianischer Bogenschütze
- Daniel Muñoz (Fußballspieler, 1996) (Daniel Muñoz Mejia; * 1996), kolumbianischer Fußballspieler
- Daniel Muñoz (Radsportler) (Daniel Felipe Muñoz Giraldo; * 1996), kolumbianischer Radsportler
- Daniel Muñoz Bravo (* 1966), chilenischer Schauspieler
- Daniel Muñoz Díaz (1925–2010), mexikanischer Fußballspieler
- Daniel Muñoz de la Nava (* 1982), spanischer Tennisspieler
- Daniel Díaz Muñoz (Daniel Orlando Díaz Muñoz; * 1948), chilenischer Fußballspieler
- Daniel Parejo Muñoz (* 1989), spanischer Fußballspieler, siehe Dani Parejo
- David Muñoz (Radsportler) (* 1979),  spanischer Radrennfahrer
- David Muñoz (Rennfahrer) (* 2006), spanischer Motorradrennfahrer

### E
- Edgar Muñoz (* 1983), venezolanischer Boxer
- Eduardo Muñoz Ochoa (* 1968), mexikanischer römisch-katholischer Geistlicher, Bischof von Autlán
- Elías Muñoz (* 1941), mexikanischer Fußballspieler
- Emilio Muñoz (Musiker) (Emilio Muñoz Barrios; 1922–2017), panamaischer Pianist und Organist
- Emilio Muñoz (Torero) (Emilio Muñoz Vázquez; * 1962), spanischer Torero und Schauspieler
- Emilio Muñoz (Fußballspieler) (* 1979), spanischer Fußballspieler
- Enoé Margarita Uranga Muñoz (* 1963), mexikanische Politikerin
- Eunice Muñoz (Eunice do Carmo Muñoz; 1928–2022), portugiesische Schauspielerin
- Evita Muñoz (1936–2016), mexikanische Schauspielerin
- Ezequiel Muñoz (* 1990), argentinischer Fußballspieler

### F
- Facundo Muñoz (* 1996), uruguayischer Fußballspieler
- Faustino Sainz Muñoz (1937–2012), spanischer Geistlicher, Titularerzbischof von Novaliciana und Apostolischer Nuntius
- Federico Muñoz (Radsportler) (* 1963), kolumbianischer Radsportler
- Federico Muñoz (Fußballspieler) (* 1993), uruguayischer Fußballspieler
- Félix Muñoz (* 1959), kolumbianischer Guerilla
- Felipe Muñoz (* 1951), mexikanischer Schwimmer
- Florian Gerárd Muñoz, Hannoveraner mit vermutlich franz. Wurzeln, Aftersales Entrepreneur, spricht sauberes Hochdeutsch, Whisky Experte
- Francisco Muñoz (Leichtathlet) (* 1995), chilenischer Sprinter
- Francisco Javier Muñoz Llompart (* 1980), spanischer Fußballspieler und -trainer, siehe Xisco (Fußballspieler, 1980)
- Francisco Javier González Muñoz (* 1989), spanischer Fußballspieler
- Francisco Joaquín Muñoz (1790–1851), uruguayischer Politiker

### G
- Gil Sánchez Muñoz y Carbón, bürgerlicher Name von Clemens VIII. (Gegenpapst) (1369–1446), spanischer Geistlicher
- Gilberto Flores Muñoz (1906–1978), mexikanischer Politiker
- Gilberto Muñoz (1923–1998), chilenischer Fußballspieler
- Guillermo Muñoz (Fußballspieler, 1953) (1953–2016), chilenischer Fußballspieler
- Guillermo Muñoz (* 1961), mexikanischer Fußballspieler

### H
- Hernán Darío Muñoz (* 1973), kolumbianischer Radrennfahrer
- Horacio Muñoz (1896–1934), chilenischer Fußballspieler
- Horacio Cassinelli Muñoz (1931–2014), uruguayischer Jurist

### I
- Iñaki Muñoz (* 1978), spanischer Fußballspieler
- Isabel Muñoz Cota (* 1977), mexikanische Filmregisseurin, Tonmeisterin, Drehbuchautorin und Filmproduzentin
- Isabel García Muñoz (* 1977), spanische Politikerin (PSOE), MdEP

### J
- Jaime Muñoz Pedroza (* 1958), kolumbianischer Geistlicher, Bischof von Girardot
- Jaime Jiménez Muñoz (* 1930), mexikanischer General und Diplomat
- Javi Muñoz (* 1995), spanischer Fußballspieler
- Jennifer Muñoz (* 1996), mexikanische Fußballspielerin
- Jesús Cabrera Muñoz-Ledo (1928–2000), mexikanischer Diplomat
- Joaquín de Oreamuno y Muñoz de la Trinidad (1755–1827), costa-ricanischer Militär und Politiker, Präsident 1823
- Jorge Muñoz (Fußballspieler, 1961) (* 1961), chilenischer Fußballspieler
- Jorge Muñoz (Politiker, 1962) (* 1962), peruanischer Politiker
- Jorge Muñoz (Politiker, 1964) (* 1964), kolumbianischer Politiker
- Jorge Muñoz (Fußballspieler, 1981) (* 1981), chilenischer Fußballspieler
- José Muñoz Cota (1907–1993), mexikanischer Schriftsteller und Diplomat
- José Muñoz Zapata (* 1905), mexikanischer Diplomat
- José Antonio Muñoz (* 1942), argentinischer Comiczeichner
- José Antonio Muñoz Rojas (1909–2009), spanischer Dichter und Essayist
- José Cornelio Muñoz (1794–1849), venezolanischer General
- José Esteban Muñoz (1967–2013), kubanoamerikanischer Theoretiker und Hochschullehrer
- José Luis Muñoz (1928–1982), venezolanischer Komponist
- José Luis Muñoz León (meist Luis Muñoz; * 1997), spanischer Fußballspieler
- José Trinidad Muñoz Fernández (1790–1855), nicaraguanischer General
- Juan Muñoz (Fußballspieler, 1912) (1912–1977), chilenischer Fußballspieler
- Juan Muñoz (Künstler) (1953–2001), spanischer Künstler
- Juan Muñoz (Eishockeyspieler) (* 1990), spanischer Eishockeyspieler
- Juan Muñoz Muñoz (* 1995), spanischer Fußballspieler,  siehe Juan Muñoz (Fußballspieler)
- Juan Carlos Muñoz (1919–2009), argentinischer Fußballspieler und -trainer
- Juan Francisco Muñoz (* 1959), spanischer Handballspieler
- Juan Jacinto Muñoz Rengel (* 1974), spanischer Schriftsteller
- Juan-José Aguirre Muñoz (* 1954), spanischer Geistlicher, Bischof von Bangassou
- Juan Manuel Muñoz Curiel (* 1958), mexikanischer Ordensgeistlicher, Weihbischof in Guadalajara
- Juan María Florindo Agurto Muñoz (* 1959), chilenischer Ordensgeistlicher, Bischof von San Carlos de Ancud
- Juan Muñoz de la Peña Morales (* 1996), spanischer Handballspieler
- Juan Carlos Covarrubias Muñoz (* 1961), chilenischer Fußballspieler, siehe Juan Covarrubias
- Julià de Jòdar i Muñoz (* 1942), katalanischer Schriftsteller
- Julián Muñoz (Skirennläufer) (Julián Daniel Muñoz Zúñiga; * 1946), costa-ricanischer Skirennläufer
- Julián Muñoz (Radsportler) (* 1983), kolumbianischer Radrennfahrer

### L
- Lina Gálvez Muñoz (* 1969), spanische Historikerin und Politikerin (parteilos, der PSOE nahestehend), MdEP
- Lino Muñoz (* 1991), mexikanischer Badmintonspieler
- Lucio Muñoz (1929–1998), spanischer Maler
- Luis Muñoz (Bobfahrer) (1928–1989), spanischer Bobsportler
- Luis Muñoz (Musiker) (* um 1950), costa-ricanisch-amerikanischer Musiker, Arrangeur und Komponist
- Luis Muñoz (* 1997), spanischer Fußballspieler, siehe José Luis Muñoz León
- Luis Muñoz de Guzmán (1735–1808), spanischer Offizier und Gouverneur in Chile
- Luis Muñoz Marín (1898–1980), puerto-ricanischer Politiker
- Luis Muñoz Rivera (1859–1916), puerto-ricanischer Dichter und Politiker
- Luis Jesús Weckmann Muñoz (* 1938), mexikanischer Diplomat
- Luís Miguel Muñoz Cárdaba (* 1965), spanischer Geistlicher, Titularerzbischof von Nasai

### M
- Manuel Muñoz (Fußballspieler) (1928–2022), chilenischer Fußballspieler
- Manuel Muñoz (Kanute) (Manuel Muñoz Arestoy; * 1980), spanischer Kanute
- Manuel Muñoz Blanco (* 1949), spanischer Fußballspieler
- Manuel Muñoz Cortés (1915–2000), spanischer Romanist
- Manuel Muñoz García (* 1916), spanischer Fußballspieler
- Manuel Muñoz Huertas (* 1963), spanischer Fußballspieler
- Manuel Muñoz Navas (* 1962), spanischer Fußballspieler
- Manuel Muñoz Ramírez (* 1961), spanischer Fußballspieler
- Manuel Rivera y Muñoz (1859–1914), mexikanischer Geistlicher, Bischof von Querétaro
- Maria Cecilia Muñoz (* 1982), argentinische Querflötistin
- María José Alvarado Muñoz († 2014), honduranisches Model
- Mariana de Pineda Muñoz (1804–1831), spanische Verfechterin des Liberalismus
- Matilde Muñoz Sampedro (1900–1969), spanische Schauspielerin
- Miguel Muñoz (1922–1990), spanischer Fußballspieler und -trainer
- Miguel Ángel Castro Muñoz (* 1970), mexikanischer Geistlicher, Bischof von Huajuapan de León
- Miguel Ángel Muñoz (* 1983), spanischer Schauspieler und Sänger
- Mike Munoz (Baseballspieler) (Michael Anthony Munoz; * 1965), US-amerikanischer Baseballspieler
- Mike Muñoz (Michael Alejandro Muñoz; * 1983), US-amerikanischer Fußballspieler und -trainer
- Moisés Muñoz (* 1980), mexikanischer Fußballspieler

### N
- Nicole Muñoz (* 1994), kanadische Schauspielerin
- Nidia Muñoz (* 1991), kubanische Taekwondoin
- Nils Rovira-Muñoz (* 1991), deutscher Schauspieler
- Nubia Muñoz, kolumbianische Medizinerin

### O
- Óscar Muñoz (Fußballspieler, 1949) (Óscar Humberto Muñoz Monsalve; * 1949), kolumbianischer Fußballspieler
- Óscar Muñoz (Fußballspieler, 1951) (Óscar Roberto Muñoz; * 1951), argentinischer Fußballspieler
- Óscar Muñoz (Künstler) (* 1951), kolumbianischer Maler, Bildhauer und Fotograf
- Óscar Muñoz (Ringer) (Óscar Bairon Muñoz Echeverry; * 1964), kolumbianischer Ringer
- Óscar Muñoz (Taekwondoin) (Óscar Luis Muñoz Oviedo; * 1993), kolumbianischer Taekwondoin
- Oscar Muñoz Bouffartique (Rafael Oscar Muñoz Bouffartique; 1904–1990), kubanischer Musiker, Komponist und Bandleader

### P
- Pablo Muñoz (Schriftsteller, 1941) (Pablo Muñoz Peña; * 1941), spanischer Schriftsteller und Journalist
- Pablo Muñoz (Eishockeyspieler) (* 1987), spanischer Eishockeyspieler
- Pablo Muñoz Vega (1903–1994), ecuadorianischer Ordensgeistlicher, Erzbischof von Quito
- Pablo Landeo Muñoz (* 1959), peruanischer Schriftsteller, Übersetzer und Literaturwissenschaftler
- Pam Muñoz Ryan (* 1951), amerikanisch-mexikanische Schriftstellerin
- Paola Muñoz (* 1986), chilenische Radrennfahrerin
- Pedro Muñoz (Radsportler) (Pedro Muñoz Machín Rodríguez; * 1958), spanischer Radsportler
- Pedro Muñoz de la Torre (* 1966), mexikanischer Fußballspieler
- Pedro Aranda Díaz-Muñoz (1933–2018), mexikanischer Geistlicher, Erzbischof von Tulancingo
- Porfirio Thierry Muñoz Ledo Chevannier (* 1960), mexikanischer Diplomat

### R
- Rafael Muñoz (Schriftsteller) (1899–1972), mexikanischer Schriftsteller
- Rafael Muñoz (Leichtathlet) (* 1997), chilenischer Sprinter
- Rafael Muñoz Núñez (1925–2010), mexikanischer Geistlicher, Bischof von Aguascalientes
- Rafael Muñoz Pérez (* 1988), spanischer Schwimmer
- Rafael Romo Muñoz (* 1940), mexikanischer Geistlicher, Erzbischof von Tijuana
- Raúl Muñoz (Leichtathlet) (* 1915), chilenischer 400-Meter-Läufer
- Raúl Muñoz (Fußballspieler, 1919) (1919–1959), chilenischer Fußballspieler
- Raúl Muñoz (Fußballspieler, 1975) (* 1975), chilenischer Fußballspieler
- René Muñoz (1938–2000), kubanischer Schauspieler
- Rita Muñoz (* 1973), mexikanische Fußballschiedsrichterassistentin
- Rocío Muñoz (* 2001), chilenische Leichtathletin
- Roberto Muñoz (* 1955), chilenischer Radrennfahrer
- Rodolfo Muñoz, costa-ricanischer Fußballspieler und -trainer
- Rodrigo Muñoz (* 1982), uruguayischer Fußballspieler
- Rodrigo Salinas Muñoz (* 1989), chilenischer Handballspieler
- Ronaldo Muñoz (1933–2009), chilenischer Theologe
- Rudy Muñoz (Rudy Josué Muñoz Boteo, * 2005), guatemaltekischer Fußballspieler
- Rutilo Muñoz Zamora (* 1951), mexikanischer Geistlicher, Bischof von Coatzacoalcos

### S
- Santiago Montoya Muñoz (* 1991), kolumbianischer Fußballspieler
- Santiago Muñoz (* 2002), US-amerikanisch-mexikanischer Fußballspieler
- Sebastián Muñoz (Maler) (1654/1657–1690), spanischer Maler
- Sebastián Muñoz (Regisseur), chilenischer Filmregisseur und Drehbuchautor
- Sebastián Muñoz (Golfspieler) (Juan Sebastián Muñoz; * 1993), kolumbianischer Golfspieler
- Segundo Tejado Muñoz (* 1960), spanischer Geistlicher
- Susana Blaustein Muñoz (* 1953), argentinische Filmregisseurin

### T
- Teodoro León Muñoz (* 1964), spanischer Geistlicher, Weihbischof in Sevilla
- Tita Muñoz (1926/1928–2009), philippinische Schauspielerin

### U
- Uziel Muñoz (* 1995), mexikanischer Kugelstoßer

### V
- Vernor Muñoz (* 1961), costa-ricanischer Rechtswissenschaftler, Pädagoge und Philosoph
- Vicente Martín Muñoz (* 1969), spanischer Geistlicher, Weihbischof in Madrid
- Víctor Muñoz (* 1957), spanischer Fußballspieler und -trainer
- Víctor Muñoz (Fußballspieler, 2003) (* 2003), spanischer Fußballspieler
- Viviana Muñoz (* 1985), kolumbianische Fußballschiedsrichterin

### Y
- Yerko Muñoz (* 1996), chilenischer Fußballspieler

### Z
- Zahid Muñoz (* 2001), mexikanischer Fußballspieler